# وتدية متقاربة
وتدية متقاربة (الاسم العلمي: Corynebacterium propinquum) هي نوع من البكتيريا تتبع جنس الوتدية من فصيلة الوتديات.